# Ляля-Тітова
Ля́ля-Тіто́ва (рос. Ляля-Титова) — село у складі Новолялинського міського округу Свердловської області.
Населення — 16 осіб (2010, 42 у 2002).
Національний склад населення станом на 2002 рік: росіяни — 95 %.
Стара назва — Ляля-Тітово.